# The Fifth Essence
The Fifth Essence är en bok av fysikern Lawrence Krauss som publicerades 1989. I boken berättar Krauss om mörk materia och dess betydelse för vår förståelse av universum. Boken innehåller också information om modern astrofysik och grekiska filosofer.